# Jose Hmaé
Jose Hmaé (5 de marzo de 1978) es un exfutbolista neocaledonio que jugaba como mediocampista ofensivo.

## Carrera
Debutó en 2003 en el AS Pirae tahitiano, jugó allí hasta que en 2011, cuando firmó con el AS Mont-Dore, abandonó la actividad futbolística en 2012.

### Clubes
| Club         | País               | Año         |
| ------------ | ------------------ | ----------- |
| AS Pirae     | Polinesia Francesa | 2003 - 2011 |
| AS Mont-Dore | Nueva Caledonia    | 2011 - 2012 |

### Selección nacional
Con la selección neocaledonia ganó la medalla de oro en los Juegos del Pacífico Sur 2007, convirtiendo el gol que le dio en triunfo a Les Cagous por 1-0 en la final frente a Fiyi.